# Japansk røn
Japansk røn (Sorbus commixta) er et mindre træ med ægformet, senere mere uregelmæssig krone. Knopperne er klart røde, og det samme gælder bladenes høstfarve. Planten ses sjældent i Danmark, men den dyrkes på grund af knopper, blomster og høstfarve.

## Beskrivelse
Japansk røn er et lille til mellemstort træ med en slank og ægformet, men senere noget uregelmæssig og overhængende krone. Barken er først lysegrå med rødlige pletter og lyse barkporer, men senere bliver den sølvgrå med lysebrune barkporer. Gamle grene og stammer får efterhånden en lysegrå, glat bark med tværgående bånd efter korkporerne. Knopperne er spredt stillede, slanke og klart røde med et fedtet harpiksovertræk. 
Bladene er uligefinnede med lancetformede småblade, der har skarpt savtakket rand. Oversiden er blank og mørkegrøn, mens undersiden er lyst grågrøn. Høstfarven spænder fra orangerød over højrød til næsten violet. Blomstringen foregår i maj-juni, hvor man finder blomsterne samlet i halvskærme fra knudrede kortskud. De enkelte blomster er 5-tallige og regelmæssige med hvide kronblade. Frugterne er blanke og orangerøde bæræbler ("bær") med mange frø.
Rodsystemet består af kraftige og højtliggende hovedrødder og masser af trævlede siderødder. De planter, der forhandles i Danmark, er i reglen podet på grundstammer af alm. røn, og på den måde overtager de denne arts rodsystem.
Højde x bredde og årlig tilvækst: 10,00 x 8,00 m (40 x 30 cm/år).

## Hjemsted
Arten er hjemmehørende i Korea, Japan, Russisk Fjernøsten, Sakhalin og på øen Ullungdo sydøst for Korea. Alle steder indgår den som pionerplante langs skovbryn i lysninger, der opstår i de blandede skove. 
Ōu-bjergene strækker sig fra nord til syd midt gennem Tōhoku distriktet i Japan. På de 1.500-2.000 m høje, vulkanske bjerge danner blandede skove med både løvfældende arter og nåletræer den øverste vegetation, og her vokser arten sammen med bl.a. Abies mariesii (en art af ædelgran), bjergkirsebær, japansk bøg, japansk hemlock, kamtjatkabirk, krybefyr, kurilerbambus, Salix reinii (en art af Pil) og østsibirisk el
| Portal | Portal:Botanik |

## Note
1. ↑  www.repository.lib.tmu.ac.jp: Hitoshi Onodera: The Fir (Abies mariesii) Forests of the Oou Mountains (engelsk)